# Wieskau
Wieskau is een plaats en voormalige gemeente in de Duitse deelstaat Saksen-Anhalt, en maakt sinds 1 januari 2010 deel uit van de gemeente Südliches Anhalt in de Landkreis Anhalt-Bitterfeld.

## Geografie
Wieskau ligt tussen Köthen (Anhalt) en Halle (Saale). Wieskau ligt aan de Fuhne.

## Geschiedenis
Wieskau wordt in 1182 voor het eerst in een oorkonde genoemd.
Wieskau was voorheen een zelfstandige gemeente behorende tot de Verwaltungsgemeinschaft Südliches Anhalt. Tot Wieskau behoorde het Ortsteil Cattau.
De gemeente Wieskau werd op 1 januari 2010 door Südliches Anhalt geannexeerd.

## Cultuur en bezienswaardigheden
In Wieskau bevindt zich een onder monumentenzorg vallende barokke kerk uit de 18e eeuw.

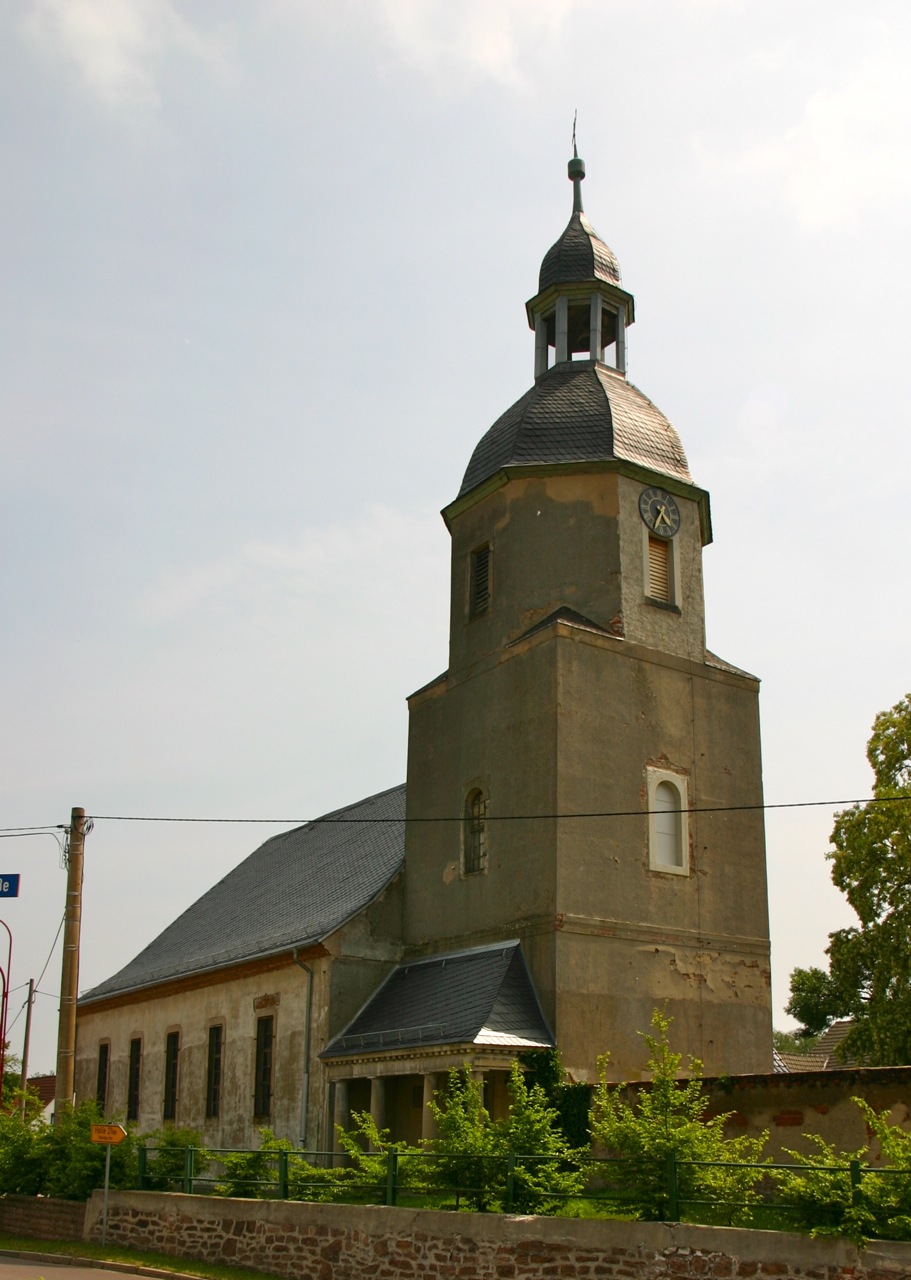
De barokke kerk